# Грчки рат за независност
Грчки рат за независност је назив за устанак Грка у Османском царству (грч. Ελληνική Επανάσταση — Елиники Епанастаси) који је трајао између 1821. и 1830. године.
Грчки устанак започео је док је добар део османске војске са Пелопонеза био заузет опседајући побуњеног Али-пашу Јањинског у Јањини.

## Устанак

### Избијање устанка
Устанку је претходило оснивање тајне револуционарне организације Филики Хетерије (срп. „Удружење пријатељства“) 14. септембра 1814. године у Одеси, тадашњем руском граду са бројном грчком заједницом. Организацију су основали грчки трговци и националисти; Николаос Скуфас, Емануил Ксантос и Атанасије Цакалов са циљем ослобађања грчког народа од Османског царства. Године 1818. Хетерија се преместила у Цариград, који је тада био и највећи грчки град. Уз помоћ многобројних Грка, и грчких исељеника који су живели у емиграцији (Велика Британија, Америка, Италија), као и уз помоћ тадашњих великих сила (Британија, Француска, Русија) Хетерија је радила на организацији устанка грчког народа.
Устанак је избио у дунавском крају - 6. марта 1821. године када је Александрос Ипсилантис, председник Хетерије (руски официр грчког порекла), са својим одредом од 2000 људи, састављеним већином од грчких добровољаца који су били на служби у Руској царској војсци, прешао реку Прут, ушао на територију Османског царства у данашњој Молдавији и подигао устанак у граду Јашију. Турци су убрзо кренули у противнапад. У одлучујућој бици код Драгашанија у централној Влашкој 19. јуна 1821. „хетеристи“ су поражени, при чему је изгинуо цвет грчке омладине који је био сконцентрисан у тзв. „посвећеном батаљону“. Ипсилантис је бежећи од турске потере прешао у Хабсбуршку монархију, али је тамо одмах ухапшен.
Устанак је у међувремену избио и на јужном Пелопонезу (Мореји), када су 17. марта 1821. устаници из града Ареополија објавили рат Турцима. Њихова војска под командом Петроса Мавромихалиса (заједно са борцима које су водили потоњи хероји устанка - Колокотронис, Никитарас и Папафлесас) напала је град Каламату и после дводневне борбе га заузела, 23. марта. На северу Пелопонеза, у Ахаји, град Калаврита је опседнут 21. марта. Велики подстрек устанку на Пелопонезу догодио се 25. марта 1821. године када је члан Хетерије и митрополит града Патраса, Германос, благословио заставу устаника у манастиру Агиа Лавра на планини Хелмос. Овај дан има симболичко значење у Грчкој и слави се као Дан државности.

### Прво раздобље рата (1821—1824) – Успон устанка
У следећа три месеца устанак је захватио цели Пелопонез, добар део континенталне Грчке, острво Крит, Кипар и још нека острва у Егејском мору која су устаницима обезбедила ратну флоту. Султан Махмуд II оптужио је васељенског патријарха Григориоса V да није успео одржати контролу над православним становништвом Османског царства. За време литургије, 10. априла, османске власти ухапсиле су патријарха, а затим га обесиле. После тога уследило је свирепо уклањање православног свештенства у неким деловима Османског Царства. Средином априла, јањичари и турско-муслиманска маса устремили су се на Грке у Цариграду и широм царства, па су почињени страховити злочини. Турска маса је у Смирни (Измиру) десетковала грчко хришћанско становништво.
У бици код Гравије 8. маја малобројни грчки борци су успели да зауставе продор турске војске, купујући тако време за јачање устанка. Након вишемесечне опсаде Грци су под вођством Теодороса Колокотрониса заузели и тадашњи главни град османског Пелопонеза, Триполи, 23. септембра. Устаници су, до почетка октобра 1821, успели да ослободе целу Грчку јужно од линије залив Арта - Ламија (без ових градова), као и без градова Патраса, Нафплија, Атине и Тебе у којима су се налазили опседнути турски гарнизони. Паралелно са борбама изграђиване су институције нове грчке државе. У року од само неколико месеци појавиле су се три обласне грчке устаничке владе. Наиме, грчки устанак није имао врховног вођу, као што је то био случај са устанцима у Србији. Од поменуте три обласне владе, једна је била „Пелопонески сенат“ на Пелопонезу, друга се налазила у Мисолонгију на западу централне Грчке, а трећа је била на истоку централне Грчке. Устаници су 1. јануара 1822. године у Епидаурусу на истоку Пелопонеза, одржали прву Народну скупштину устаничке Грчке. На њој је проглашена независност Прве грчке републике, донет први Устав Грчке и извршено обједињавање три поменуте владе. За првог председника грчке владе изабран је Александрос Маврокордатос. До краја јуна 1822. Грци ослобађају Атину и Тебу.
Међутим, и Турци су постигли значајне успехе. Успели су да сузбију изоловане устанке на Халкидикију, Тасосу и Његушу. Заузели су и егејско острво Хиос на коме је од априла до августа 1822. почињен стравичан покољ грчког становништва. Од 113.000 Грка, турски покољ преживело само 22.000 људи (25.000 је било убијено, 45.000 продато у ропство, а 21.000 је отишло у избеглиштво). У бици код Пете, у близини Арте, 16. јула 1822. турска војска под командом Решид Мехмед-паше, нанела је пораз устаницима на челу са Александросом Маврокордатосом. Након овога, Турци су почели са планирањем офанзиве на грчке области јужно од линије залив Арта - Ламија, ради гушења грчког устанка. Бројчано надмоћнија османска војска, под командом Махмуд Драмали-паше, кренула је у напад и упала на север Пелопонеза, али су је грчки устаници, којима је заповедао Теодорос Колокотронис, жестоко потукли у бици код Дервенакије, недалеко од Коринта, од 26. до 28. јула 1822, спасивши на тај начин читав устанак од пропасти. Почетком октобра предао се турски гарнизон у Нафплију чиме је овај град коначно пао у руке устаника, после чега је проглашен и за престоницу Грчке.
Наредна турска копнена офанзива такође је доживела пропаст. Прво је османска војска сачињена од 10.000 Албанаца под командом Мустафа-паше Бушатлије, потучена од стране 450 грчких устаника које је водио Маркос Боцарис, у ноћном препаду код Карпенисија, 8. августа 1823. Међутим, Мустафа-паша је наставио са походом ставивши под опсаду град Мисолонги. Безуспешна опсада трајала је од 20. септембра до 30. новембра 1823, када су се Турци повукли. Борба Грка за ослобођење стећи ће симпатије широм Европе захваљујући енглеском песнику Лорду Бајрону, који је пружајући помоћ грчким устаницима и умро у Мисолонгију од грознице, 19. априла 1824. године. Међусобне размирице грчких вођа, њихово ривалство због контроле ослобођених територија и борба за лидерство у будућој власти, спречиле су устанике да прошире своју територију и учврсте власт на Пелопонезу. Међусобни сукоби прерастају у прави мали грађански рат између устаника који се разбуктао у два наврата од краја 1823. до маја 1824. године и 1824-1825. Ови сукоби имали су подлогу у односу велесила и подозривости Велике Британије на тадашњу Руску Империју и њен утицај на православне устанике Грчке.
Током 1824. године, турска флота је доживела још два пораза од грчке: код егејских острва Самос (17. августа) и Лерос (10. септембра). Тако је успостављена равнотежа снага која је потрајала до 1825. Турци су успели да спрече ширење устанка северно од линије залив Арта - Ламија, док су Грци онемогућавали покушаје турских продора јужно од поменуте линије. Ситуација ће се значајно променити од 1825. године.

### Друго раздобље рата (1824—1827) – Криза устанка
Године 1824, чинило се да је османски султан Махмуд II коначно пронашао начин за гушење грчког устанка. Издејствовао је помоћ египатског валије Мехмеда Алије, који је пристао да помогне, али под два услова: да на управу добије Крит, док би Пелопонез добио његов син, Ибрахим-паша. Пошто је султан прихватио услове, Мехмед Алија послао је свог сина Ибрахима са 10.000 пешака и 1.000 коњаника, што ће довести до потпуне промене тока устанка.
Турско-египатске трупе и флота су, у периоду од краја јула до краја септембра 1824, поразиле устанике на Криту, а затим се искрцале на Пелопонез 24. фебруара 1825. Грке су потукли у две битке у области Наварина: код Сфактерије 8. маја и Манијакија 20. маја. Раније, средином априла, опсели су Мисолонги. До краја јуна 1825, турско-египатске снаге су освојиле скоро цео Пелопонез и кренуле на грчку престоницу – Нафплио. Тек ту, на самом истоку Пелопонеза, недалеко од Нафплија, 24. јуна 1825, Грци су их зауставили у бици код Лерне.
Током наредне, 1826. године, офанзива против Грка се наставила. Најпре је, 10. априла 1826, након 12 месеци опсаде, град Мисолонги пао у руке Ибрахим-паше. Масакр и ропство преосталих грчких браниоца (од тога 3000 - 4000 жена и деце) изазвали су бројне реакције солидарности по целој Европи. Грци су истог месеца званично затражили интервенцију европских држава против Османског Царства. Ибрахим-паша је 21. јуна 1826. жестоко напао област Мани, на крајњем југу Пелопонеза (која је још увек била неосвојена), где се очајнички бранио Петрос Мавромихалис са својим трупама. Тешке борбе потрајале су све до 28. августа, када су Грци успели да одбију Ибрахим-пашине нападе.
На другој страни, турске трупе су после освајања Мисолонгија потчиниле скоро целу централну Грчку и августа 1826. опселе Атину. Грчки устанак је запао у озбиљну кризу, сличну оној у Србији 1813. године. Слободна територија у Грчкој била је сведена на крајњи исток Пелопонеза са Нафплијем, крајњи југ Пелопонеза (област Мани), неколико егејских острва и Атину која је била под опсадом. Међутим, у бици код Арахова у Беотији, од 18. до 24. новембра 1826, Грци су под командом Георгиоса Караискакиса постигли битан успех који им је значајно подигао морал, потукавши турску војску Мустафа-бега.
Ипак, Турци наредне 1827. наносе пораз грчким устаницима код Каматерa 8. фебруара, да би почетком јуна коначно заузели и Атину. Недуго затим готово читава копнена Грчка поновно је под њиховом влашћу.

### Треће раздобље рата (1827—1829) – Интервенција великих сила
Уз подршку великих сила, одржана је грчка Народна скупштина 1827. године у Трезену. Ова скуштина донела је нови устав и изабрала председника владе грофа Јоаниса Каподистријаса. Након турског одбијања захтева Велике Британије, Француске и Русије да Грчкој да аутономију, савезници су се почели отворено укључивати у сукоб.
Како су у међувремену Турци све више напредовали, Британија, Француска и Русија су, 6. јула 1827, у главном граду Британије – Лондону, потписале протокол по коме су се три поменуте државе обавезале да ће, поморском или неком другом силом, подржати помирљивију страну у грчко-турском сукобу, тј. ону страну која не одбије страно посредовање у решавању грчког проблема. Наравно, Турска, која се налазила надомак победе, одбила је страно посредовање. Тако се, у лето и рану јесен 1827, у близини Пелопонеза, окупила британско-француско-руска флота под командом британског адмирала Едварда Кодрингтона.
Након вести да турско- египатска флота плови према острву Хидра, савезници су упутили заједничку флоту која је требало да пресретне османске бродове. Након недељу дана мира у заливу код града Наварина, 20. октобра збила се једна од највећих поморских битака 19. века, битка код Наварина, у којој је потпуно разбијена турско-египатска флота Ибрахим-паше. Убрзо потом, Османском Царству је стигла британско-француска понуда за преговоре који би резултирали мирним повлачењем турско-египатских снага из Грчке. Како су Турци одуговлачили са одговором, Русија је 26. априла 1828. објавила рат Османском Царству и отпочела са нападима на османске северне границе.
Након тога Француска је на Пелопонез послала један експедициони корпус под командом генерала Николе Жосефа Маисона, који се искрцао на југу Пелопонеза 30. августа 1828, код места Петалиди. Овај корпус помогао је Грцима да избаце египатске трупе из Пелопонеза до 30. октобра. Грчка флота, уз подршку савезничке флоте великих сила, у истом периоду ослободила многа острва у Егејском мору. Такође у октобру 1828, грчке снаге кренуле су у офанзиву и у централној Грчкој, којом је до краја марта 1829. године углавном успостављена ситуација каква је била пре турско-египатске офанзиве 1825. године. Турци су протерани до линије залив Арта - Ламија (изузев Атине и њене околне области, где су се турске снаге утврдиле). Истог месеца (марта 1829), Британија, Француска и Русија су још једном потврдиле међусобни договор да се Грчка прогласи за вазалну државу под номиналним турским суверенитетом.
Последња већа битка устанка одиграла се код места Петра, у северној Атици, 12. септембра 1829. Грчки устаници под командом Димитрија Ипсилантиса напали су трупе Аслан бега и поразили их. На тај начин Димитрије је имао част да успешно оконча рат који је 8 година раније започео његов брат Александрос Ипсилантис. У међувремену, и руска војска је постигла успех у рату са Турском. Сломила је турску одбрану 11. јуна 1829. године у бици код Кулевче, близу Шумена у северној Бугарској, након чега је пут ка југу био отворен. Руси нису губили време већ су одмах кренули у офанзиву и до 20. августа ушли у Једрене, након чега је и самом Цариграду запретила опасност од пада. Због тога су Турци, коначно, пристали на преговоре који су окончани 14. септембра, када је у Једрену закључен мир. Због пораза у руско-турском рату, Порта је морала да пристане, између осталог, и на савезничке захтеве за аутономијом Грчке.
Убрзо по закључењу Једренског споразума стигли су нови захтеви Русије, Британије и Француске према Османском Царству, по којима су поменуте три европске државе тражиле од Турске да призна потпуну независност Грчке. Немајући више снаге да се одупре, Турска је прихватила тај захтев, па је на Лондонској конференцији, 3. фебруара 1830, проглашена независна грчка држава. Тако се 3. фебруара 1830. победоносно завршио грчки устанак против Османског Царства.
У мају 1832. године одржана је нова Лондонска конференција. Велике силе (Велика Британија, Француска и Русија) понудиле су грчки краљевски трон баварском принцу Оту фон Вителсбаху, с тиме да Грке уопште нису питали за мишљење о томе. Дипломатски представници великих сила при Високој Порти у Цариграду, потписали су заједно са османским представницима Цариградски уговор 21. јула 1832, којим су проширене и утврђене границе новоустановљене Краљевине Грчке.

## Историјске околности устанка
Грчки рат за независност, био је један у низу устанака против османске власти. Први значајнији збио се 1603. године на Пелопонезу (Мореја), циљ устаника био је обнова Византијског царства. Читавог 17. века избијале су побуне против Турака по Пелопонезу и остатку Грчке; такви су били устанци које је водио Дионисије Филозоф 1600. и 1611. у Епиру. Османска власт над Пелопонезом (Морејом) прекинута је Морејским ратом, за време тих ратова полуострвом је владала Млетачка република пуних 30 година.
Први већи устанак након тога био је под руским упливом, такозвана Орлова побуна 1770. године која је угушена, након почетних успеха. Након сламања устанка турско-албанске јединице спроводиле су масован терор над великим делом континенталне Грчке. За време Руско-турског рата 1787-1792, заједница грчких трговаца из Трста опремила је мању флоту коју је водио Ламброс Кацонис, и послала је у Грчку, где је углавном ометала турску пловидбу. То је истовремено повећало и број хајдука и других одметника по Грчкој.
Истовремено бројни Грци су били највиши османски царски функционери и уживали бројне привилегије. Грчки свештеници контролисали су све послове православне цркве преко Екуменске патријаршије из Цариграда и највећи број свештеника долазио је из грчких редова. Тако су они уз то и помоћ османског управног система поделе на милете, владали над свим православним верницима. Школовани и утицајни чланови велике грчке дијаспоре имали су значајну улогу у припреми грчког устанка, ширењем идеја Француске револуције и снажењем националног осећаја. Такви су били Адамантиос Кораис и Антимос Газис.
Мученичка смрт песника Риге од Фере имала је велики утицај на национално буђење Грка. Он је у својим песмама а и писањем по тадашњим новинама, наговестио потребу великог устанка балканских народа. Успех Срба да се након Првог и Другог српског устанка, 1815. изборе за аутономију, такође је утицао на избијање грчког устанка. Слика Ежена Делакрое Покољ на Хиосу, инспирисана турским масакром над грчким становништвом, као и слика Грчка на рушевинама Мисолонгија, имале су велики утицај на европско јавно мњење и допринеле су успеху устанка. Чувени енглески песник Џорџ Гордон Бајрон, уложио је сав свој иметак, славу и углед за успех грчког устанка. Он је организовао прикупљање помоћи, слање бродова у Грчку, а на крају је умро од грознице у Мисолонгију 1824.

## Срби у рату за грчко ослобођење
Лазар Томановић наводи податак да је Николо Томазео био неколико година у прогонству на Крфу и да је записао шта је чуо међу Грцима. Они су преносили предање светог Козме Етолског, да ће Грцима спасење од Турака доћи из Црне Горе. Могуће је да је овај светац чуо за везе Русије и Црне Горе у вријеме митрополита Данила, па је зато народу уливао овакву наду за ослобођење. Томановић, чији је дјед Трипо Ђуров Томановић учествовао у грчком ослободилачком рату 1821-1928, у монографији објављеној 1873. године у XXX књизи Српско-далматинског магазина Бокељи у рату за ослобођење грчко наводи имена неких Бокеља који су учествовали у том рату. Најзнаменитији је био Васо Брајовић из Новог. На бедемима ослобођеног града Триполице, први је заставу развио Крсто Васов, барјкатар. У одбрани Ипсаре су јуначки изгинули и неки Срби из Боке которске. На југу острва манастир Светог Николе је претворен у тврђаву у који су хришћани поставили 24 топа. Раде из Грбља је са својим људима бранио ову тврђаву. 1. јула бродови турски су опколили острво. Сјевероисток острва је бранио Коста Арбанас који се продао Турцима. Раде је одлучио да остави примјер јунацима и част свом отачаству. Отворио је врата тврђаве да изађе ко жели, а сам је одлучио да ће запалити барутану када Турци навале. Сви су одлучили да ту погину. Експлозија је потресла цијело оство, а поред страдалих хришћана, било је и око 2000 Турака који су животе изгубили под зидинама манастира-тврђаве.
Лазар Ђурковић из Рисна, био је стари побратим Васе Брајовића и једна од јунака у Грчкој. Предводио је једну чету и у свим првим бојевима је учествовао. Спиро Алексић из Херцег Новог, био је барјактар Хаџи-Христа, чувеног Србина. Страни писци Хаџи-Христа именују Бугарином. Мрша га назива Србином. Марко Радуловић из Мојдежа је имао 18 година када је кренуо у да се бори за слободу грчку и да положи свој живот за крст и слободу. Био је писар Спира Дуковића, на једном броду. Тај брод је возио Грке из Александрије у Грчку. Преживјео је јер се разболио и морао је оставити ратовање. Касније постаје поморски капетан, познат у Боки. Нико Јанковић из Херцег Новог је оставио господски живот и пошао је да помогне Грцима. И њега је болест принудила да остави рат. Глигор Мацор из Луштице је учинио велике услуге Грчкој, па је зарадио и пензију. Из Лепетана су била двојица Бокеља у том рату: Дамјановић и Илић, обојица католици. Професор, капетан и честит Србин Мато Мрша. који је све ово испричао Лазару Томановићу, био је савременик тих догађаја. Пошто су Турци, након устаничких напада, практиковали освету у виду покоља над Грцима у Цариграду и Смирни, бокешки капетани (из Новске крајине, Прчња, Доброте, Мориња, Пераста...) су спашавали многе Грке у Смирни, тако што би их тајно укрцали на своје бродове. Тако су се и сами излагали опасности. Међу њима се у Смирни, највише истицао Јоко Милиновић. Становао је близу кафане капетанске и кућа му је била прибјежиште грчких хришћана. Енглези нису спашавали никога, а Французи јесу, као и Бокељи. Двије најпознатије особе које су спашавале Грке на бродовима били су Лазар Шортан из Мориња, становао је у Цариграду, и Нико Липовац из Котора, који би Грке слао у Одесу. Јозо плем. од Вицковића из Пераста је на свом броду спасио двије господске фамилије из Фанара. Турци су дошли на брод да прегледају, има ли Грка, и мало дијете скривено у броду са мајком, је почело плакати. Јозо је учинио велику вику са свим морнарима, као да се свађају, да надгласају глас дјетета. Тако су те двије породице спашене и отишли су у Русију. Постоје записи и о три човјека који су на нечастан начин долазили до новца. Преварили би Грке да се спасу у њиховом броду, а онда би их продавали Турцима, који би мушке заклали, а жене и дјецу би продавали на турским пазарима.
Лазар Томановић је пишући о Боки споменуо једну велику кућу у Доброти којој би се странац дивио (висини, ширини, бројем прозора...), али мјештани би имали другачије мишљење и сматрали би да је то сатанско пребивалиште и страшило, подигнуто на туђој несрећи, уздисајима, сузама и крви невиних. То је била кућа неког Бокеља који се обогатио на грчкој крви, продајући Грке Турцима. То је народ знао и проклињао је и осуђивао то недјело. Томановић наводи да ће то народ осуђивати док буде камен на камену од те крваве куће и вјечно проклетство жели тим златождерима и крвождерима, а историја им је већ ударила жиг издајства на срамно чело.

## Галерија
- Портрет Риге од Фере, пионира Грчког рата за независност, који је сковао план за велики устанак свих балканских потлачених народа.
- Васо Брајовић био је српски јунак у Грчкој.
- Петрос Мавромихалис буни Месенију.
- Панајотис Кефалас поставља грчку устаничку заставу на зидине Триполија.
- Слика Ежена Делакрое, Покољ на Хиосу из 1824.
- Смрт Маркоса Боцариса.
- Слика Ежена Делакрое, Борба између каура и паше из 1827. Инспирација за ову слику била је песма Лорда Бајрона Каур.
- Камп Георгиоса Караискакиса у близини Атине.
- Сусрет француског генерала Маисона са Ибрахим-пашом код Наварина, септембра 1828.
- Карта са првобитним границама Краљевине Грчке какве су установљене Лондонском конференцијом из 1832. (тамно плаво).
- Слика Захвална Грчка из 1858. Грчка стоји персонификована у жену, заједно са устаницима из рата за независност.